# Rachel Veltri
Rachel Veltri (Chicago, 26 febbraio 1978) è un'attrice e modella statunitense.
È salita alla ribalta per la serie televisiva For Love or Money e per il film American Pie Presents: Band Camp

## Filmografia
- Trapped Ashes (2006) - Phoebe
- Pray for Morning (2005) - Bunny
- American Pie Presents: Band Camp (2005) - Dani
- For Love or Money (2004) - se stessa